# کارولین پولاچک
کارولین الیزابت پولاچک (به انگلیسی: Caroline Elizabeth Polachek؛ زادهٔ ۲۰ ژوئن ۱۹۸۵) یک خواننده-ترانه‌پرداز و تهیه‌کنندهٔ موسیقی آمریکایی است. وی در سال ۲۰۱۴ اولین پروژهٔ انفرادی خود را تحت عنوان آرکادیا و تحت نام هنری رامونا لیزا و در سال ۲۰۱۷ تحت نام هنری سی‌ئی‌پی رسم کردن هدف دور تیر را منتشر نمود.

## اوایل زندگی
پولاچک در منهتن، نیویورک در ۲۰ ژوئن، ۱۹۸۵ از جیمز مونتل پولاچک و الیزابت آلن متولد شد. پدربزرگش آرتور پولاچک یک شیرینی‌پز یهودی اهل روستای اسلواکی لاستومر بود. او یک خواهر، به نام جن مونرو داشت. خوانده او به توکیو، ژاپن نقل مکان کردند، جایی که او بین سنین یک تا شش سال زندگی می‌کرد، و بعداً در گرینویچ، کنتیکت نقل مکان کردند، جایی که پولاچک در کلاس سوم شروع به خواندن گروه کر کرد.

## تورها

### اصلی
- تور پنگ (۲۰۱۹–۲۰۲۰)[۹]

- قلب شکستن ناپذیر است (۲۰۲۱)[۱۰]
- تور تو در تو (۲۰۲۳)[۱۱]

### حامی
- دوآ لیپا – تور نوستالژی آینده (۲۰۲۲)

- د ناینتین سونتی فایو – به بهترین وجه آن‌ها (۲۰۲۳)